# Liste der Monuments historiques in Braux (Côte-d’Or)
Die Liste der Monuments historiques in Braux führt die Monuments historiques in der französischen Gemeinde Braux auf.

## Liste der Objekte
| Bezeichnung             | Beschreibung                               | Standort                        | Kennzeichnung | Schutzstatus | Datum | Bild |
| ----------------------- | ------------------------------------------ | ------------------------------- | ------------- | ------------ | ----- | ---- |
| Skulptur eines Bischofs | Kalkstein, farbig gefasst, 16. Jahrhundert | in der Kirche Sacre-Cœur (Lage) | PM21000394    | Classé       | 1938  |      |